# فرودگاه تک‌بانده سانست
فرودگاه تک‌بانده سانست (به انگلیسی: Sunset Air Strip) یک فرودگاه خصوصی است که یک باند فرود چمن دارد و طول باند آن ۹۲۹ متر است. این فرودگاه در کشور ایالات متحده آمریکا قرار دارد و در ارتفاع ۶۳ متری از سطح دریا واقع شده است.